# Sphenochernes camponoti
Sphenochernes camponoti är en spindeldjursart som först beskrevs av Beier 1970.  Sphenochernes camponoti ingår i släktet Sphenochernes och familjen blindklokrypare. Inga underarter finns listade i Catalogue of Life.